# 近点移動

近点移動による軌道の変化。近点と長軸が回転している。

近点移動（きんてんいどう、Apsidal precession）とは、天体が軌道運動するときに楕円軌道の長軸の向きが回転する現象である。特に中心天体が太陽のときは近日点移動、中心天体が地球のときは近地点移動、連星系では近星点移動と言う。
近点移動の値は、近点引数{\displaystyle \omega }を時間で一階微分して得られる。代わりに近日点黄経{\displaystyle \varpi }の時間一階微分が使われることもある。

## 原因
2つの天体が距離の逆2乗に比例する引力に従って運動すれば、理想的な状況では閉じた楕円軌道となる。しかし、何らかの理由により理想的な状況から外れると、様々な摂動により軌道が乱れる。摂動によって楕円軌道そのものが回転する現象が近点移動である。
近点移動を引き起こす要因には、以下のように様々なものがある。
別の天体からの重力
例えば太陽系では全質量の99%以上が太陽に集まり、太陽の強い重力に引かれて惑星は楕円軌道を描いているが、太陽系内の別の惑星からも比較的弱い重力の摂動を受けている。この摂動により惑星の軌道は近日点移動を起こす。太陽系の惑星で起こる近日点移動は、ほとんどこの効果で説明できる。
天体の形状による効果
古典力学では、2つの天体が完全に球体ならば、質点のときと同様に互いに中心からの距離の2乗に逆比例した力を受け、厳密な楕円軌道を描く。しかし実際の天体は自転の遠心力によって扁球となり（赤道バルジ）、近くの天体からの潮汐力によって表面に膨らみができる（潮汐バルジ）。どちらの効果も重力の四重極場を生み、それが摂動となって近点移動を引き起こす。球形からのずれの効果は、人工衛星やホットジュピターなど、中心天体に近い軌道をとる場合に無視できない大きさとなる。
一般相対性理論による効果
一般相対性理論によると重力の作用は厳密には逆2乗とはならない。例えばシュヴァルツシルト解では距離の逆4乗に比例した付加的な引力が働く。この効果により近点移動が起きる。

## 具体例

### 太陽系惑星
太陽系惑星の近日点移動は、他の惑星からのニュートン力学による重力の摂動でほとんど説明できる。例えば水星が100年間で起こす近日点移動575″のうち、他の惑星からの重力の影響は、ニュートン力学で計算すると計532″となり全体の90%以上となる（計532″の内訳は、金星からの摂動効果が276.38″、同じく地球91.41″、火星2.48″、木星153.98″、土星7.31″、天王星0.14″、海王星0.04″）。残りは一般相対論の効果43″で、太陽の扁平率の影響（四重極）0.025″はほぼ無視できる。水星以外の惑星では一般相対性理論の効果はもっと小さい。
| 惑星   | 観測値（秒/年） |
| ------ | --------------- |
| 水星   | 5.75            |
| 金星   | 2.04            |
| 地球   | 11.45           |
| 火星   | 16.28           |
| 木星   | 6.55            |
| 土星   | 19.50           |
| 天王星 | 3.34            |
| 海王星 | 0.36            |

#### 一般相対性理論による効果
太陽に近い軌道を持つほど一般相対性理論の効果は大きくなる。水星の近日点移動のニュートン理論からのずれは、一般相対性理論を検証するための初期の証拠になった。下の表に、水星から火星までの惑星と、小惑星イカロスの相対論的な近日点移動量を示す。
| 惑星     | 理論 （秒/100年） | 観測 （秒/100年） |
| -------- | ----------------- | ----------------- |
| 水星     | 42.98             | 43.11 ± 0.45      |
| 金星     | 8.6               | 8.4 ± 4.80        |
| 地球     | 3.8               | 5.0 ± 1.20        |
| 火星     | 1.4               | 1.5 ± 0.15        |
| イカロス | 10.3              | 9.8 ± 0.80        |

惑星の相対論的な近日点移動の大きさは
{\displaystyle {\dot {\omega }}={\frac {6\pi \,GM_{\odot }}{Pa(1-e^{2})c^{2}}}}
| {\displaystyle G\,}              | 万有引力定数          |  | {\displaystyle M_{\odot }} | 太陽質量            |
| {\displaystyle c\,}              | 光速                  |  | {\displaystyle a\,}        | 惑星の軌道長半径    |
| {\displaystyle e\,}              | 惑星の離心率          |  | {\displaystyle P\,}        | 惑星の公転周期 (年) |
| {\displaystyle {\dot {\omega }}} | 近日点移動量 (rad/年) |  |                            |                     |

### 月
地球を回る月の軌道の長軸は月が運動する方向に回転しており、8.85年で1周する。この主な理由は太陽の引力が月の軌道を乱すためである。

### 人工衛星
人工衛星の近地点移動の原因は、地球の扁平と、低い衛星軌道による大気との摩擦のためである。GPS衛星が高度約20,200kmを回るときの近地点移動は1日で約0.01°になる。
ここで大気摩擦を無視して、四重極モーメント{\displaystyle J_{2}}を用いて地球の扁平性の効果から、近地点引数{\displaystyle \omega }の変化を計算すると下のようになる。
{\displaystyle {\dot {\omega }}={\frac {3}{4}}\,n\,a_{E}^{2}\,{\frac {5\cos ^{2}i-1}{a^{2}(1-e^{2})^{2}}}\,J_{2}}
| {\displaystyle n}     | 衛星の平均運動                                  |
| {\displaystyle a_{E}} | 地球の赤道半径 (6.378.137 m)                    |
| {\displaystyle a}     | 衛星の軌道長半径                                |
| {\displaystyle i}     | 衛星の軌道傾斜角                                |
| {\displaystyle e}     | 衛星の離心率                                    |
| {\displaystyle J_{2}} | 地球の重力場の四重極モーメント (1,0826359•10−3) |

軌道傾斜角が63.4°以下のとき、近地点は衛星が進む方向に移動する。63.4°以上のときは後退する。{\displaystyle 5\cos ^{2}(63{,}4^{\circ })-1=0} となるので、軌道傾斜角が63.4°の軌道は（近似的に）近地点移動が存在しない。もしその軌道周期の離心率が非常に大きいならば、衛星は遠地点の近傍に長時間滞在し、例えば通信目的に適する。実際にこのような衛星はモルニヤ軌道に投入されている。

### ホットジュピター
孤立したホットジュピターにおいて、近点移動を引き起こす要因を（大まかに）重要な順に並べると、惑星の潮汐バルジ、一般相対性理論、惑星の赤道バルジ、恒星の赤道バルジ、恒星の潮汐バルジとなる。惑星の潮汐バルジが支配的な効果となり、その他の効果を1桁以上上回る。ホットジュピターの近点移動は、知られている惑星では年間数度から19.9度（WASP-12b）に達する。

### エキゾチック系
近点移動の極端な形は、特に、恒星や中性子星のような重い天体の間で起きる。連星パルサーのPSR B1913+16は、1年で4.2°の相対論的な近点移動をする。同じくPSR J1906 + 0746は1年で7.57°、二重パルサーのPSR J0737-3039は1年で16.90°である。
クエーサーOJ 287の光度曲線は、それが連星系のブラックホールであり、公転周期の12年につき39°の近点移動をすることを示す。
長い間、連星系ヘルクレス座DI星の近点移動は、理論で予想される値よりも非常に小さく、物理法則に反しているように見えた。しかし近点移動の小ささは、2つの星の自転軸がほぼ軌道平面にあるためと分かった。